# Hanna Barvinok
Hanna Barvinok, (in ucraino Га́нна Барві́нок?), nata  Oleksándra Mychaj́livna Bilozérs'ka (in ucraino Олекса́ндра Михай́лівна Білозе́рська?; Oleniwka, 5 maggio 1828 – Oleniwka, 23 luglio 1911), è stata una scrittrice ucraina.

## Biografia
Figlia di un proprietario terriero e sorella del giornalista Vasyl Biloserskyj, contro il parere dei genitori a meno di 18 anni sposò lo scrittore e storico ucraino Pantelejmon Kulisch.  Seguì il marito, condannato all'esilio come appartenente alla Confraternita dei santi Cirillo e Metodio, e gli fu estremamente devota nonostante le frequenti infedeltà coniugali di lui.
Fece il suo esordio letterario nel 1860, con un racconto pubblicato in un'antologia curata dal marito. Soprannominata la "scrittrice delle lacrime femminili", i suoi racconti ebbero come protagoniste donne infelici, vessate dalla povertà e dal malcontento dato da matrimoni sbagliati. Il suo stile oscillò dal romanticismo della produzione iniziale al realismo psicologico ed etnografico dei lavori più maturi.